# ماتسوموکو

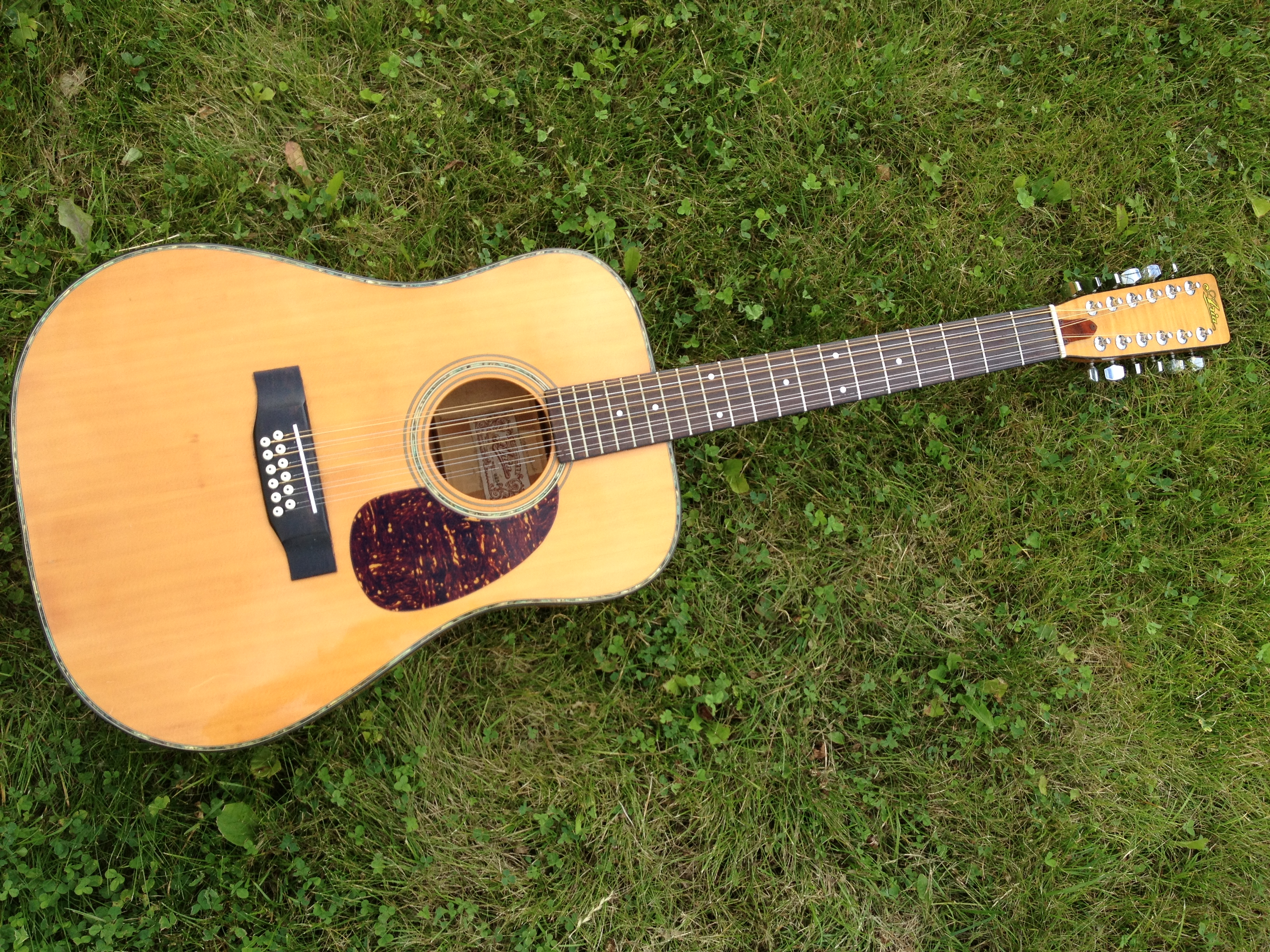
تصویر یک گیتار که نشان دهنده شرکت تجهیزات موسیقی است

ماتسوموکو (انگلیسی: Matsumoku) شرکت تجهیزات موسیقی ژاپنی است، که در سال ۱۹۸۷ تأسیس شد.